# Krisztián Kulcsár
Krisztián Kulcsár (* 28. června 1971 Budapešť, Maďarsko) je bývalý maďarský sportovní šermíř, který se specializoval na šerm kordem. Je synovcem Győző Kulcsára, výrazné postavy historie maďarského sportovního šermu. Maďarsko reprezentoval od roku 1991 dlouhých 17 let. Startoval na pěti olympijských hrách v letech 1992, 1996, 2000, 2004 a 2008. V soutěži jednotlivců se na olympijských hrách výrazně neprosadil. V roce 2007 získal titul mistra světa v soutěži jednotlivců. Patřil k oporám maďarského družstva kordistů, se kterým vybojoval stříbrnou olympijskou medaili v roce 1992 a 2004 a v letech 1998 a 2001 získal s družstvem kordistů titul mistra světa.